# Кіскіс
Кіскіс або Кізкіз (*Kiskis, д/н —1535) — інкський військовик часів боротьби Атауальпи та Уаскара за владу над імперією, запеклий супротивник іспанських конкістадорів.

## Життєпис
Походив з простолюдинів. народився у м. Куско. Його ім'я перекладається з мови кечуа як «лангуст» або «омар». Військову кар'єру розпочав за часів володарювання Сапа Інки Уайни Капака, відзначившись у багатьох війнах, особливо на півночі держави (в області сучасного Еквадора). На момент смерті імператора ймовірно обіймав військову посаду апоскін рантіна (на кшталт «дивізійного генерала»).
З початком у 1527 році між Атауальпою і Уаскаром війни за владу, Кіскіс підтримав першого. Під час цієї боротьби виявив неабияку жорстокість до полонених та звичайних мешканців, що визнали Уаскара. за наказом Кіскіс багато міст було сплюндровано і пограбовано. Водночас він звитяжив у битві при Мільїуамбато у 1531 році, Чімборазо та Кіпайпані (обидві у 1532 році). В останній битві завдяки діям Кіскіса вдалося захопити Сапа Інку Уаскара. Після цього керував захопленням Куско. Незабаром призначається Атауальпою військовим губернатором Куско. Саме Кіскісу було доручено здійснити страти та розпочати терор серед знаті та усіх ворогів Атауальпи.
Кіскіс знаходився в Куско до 1533 року, коли отримав звістку про захоплення, а потім вбивство Атауальпи іспанськими загарбниками на чолі із Франциско Пісарро. Кіскіс залишився у столиці, а натомість інший інкський військовик Чалкучіма рушив на північ. Проте незабаром останній потрапив у полон до іспанців. Тільки після цього Кіскіс у листопаді 1533 року вирішив особисто рушити проти іспанців. На своєму шляху стикнувся з передовими загонами Ернандо де Сото, з якими вів боротьбу з перемінним успіхом у 1533–1534 роках при Вількасуамані, на Вількаконге, на підступах до Куско, у Капі. Зрештою кіскіс втратив ініціативу. Велика і неповоротка армія Кіскіса просувалася в супроводі стадів лам, натовпів носильників і жінок, з якими вона перетнула в сезон дощів гірську місцину з вороже налаштованим населенням, в якій були зруйновані мости, а склади — порожні.
Внаслідок поразок Кіскіс відступив у гори. Звідси він на вимогу своїх вояків рушив на північ задля з'єднання з Руміньяві. Кіскісу вдалося на деякий час захопити важливе місто Хауха, але згодом його вигнав з нього Габріель де Рохас-і-Кордоба. З послабленим військом Кіскіс продовжив похід на північ. Кіскіс зібрав своїх людей в Тармо, але був звідти вибитий. Його вояки дуже хотіли повернутися в Кіто, але Кіскіс твердо вирішив спробувати відвоювати центральну частину імперії. Він зміцнився в гірській цитаделі недалеко від Бомбона на озері Хунін. Тут він поразки від військ Пісарро та Манко Юпанкі у 1534 році у битві при річки Марайкальа. Іспанці переслідували Кіскіса до Уануко, але припинили переслідування, коли стало зрозуміло, що він йде з центральної частини та продовжує рухатись до Кіту.
Армія кіскіса на підходу до північ провінцій імперії нараховувала від 12 до 20 тис. вояків. Неподалік від Кіту (сучасне Кіто, Еквадор) він стикнувся з іспанськими загонами на чолі із Дієго де Альмагро і Педро де Альварадо. Останньому вдалося завдати поразку Кіскісу, проте останній зберіг більшість своїх вояків (деякі дослідників вважають, що в цій битві не було переможців).
Розуміючи не можливість протидіяти іспанцям у відкритій битві Кіскіс планував відступити до джунглів, звідки організувати партизанську боротьбу. Ці наміри викликали спротив більшості військовиків на чолі із Уайна Пальконом, які бажали завдати поразки ворогові у відкритій битві. В результаті цих суперечок Кіскіса було вбито. Це сталося у 1535 році.